# Терещенко Володимир Іванович
Володимир Іванович Терещенко (5 листопада 1946, Чита) — український військовик. Генерал-лейтенант. Командувач Ракетних військ та артилерії ЗС України (1996—2000).

## Біографія
Народився 5 листопада 1946 року в місті Чита. У 1967 році закінчив Сумське військове артилерійське училище ім. М. Фрунзе, згодом у 1976 Військову артилерійську академію ім. М. Калініна. Кандидат військових наук
Розпочав офіцерську службу в Групі радянських військ у Німеччині. Після закінчення академії обіймав посади начальника штабу — першого заступника командира навчального артилерійського полку, командира артилерійського полку, командира артилерійської бригади. З листопада 1987 по липень 1990 р. — начальник Ракетних військ і артилерії 36-го армійського корпусу у військах Туркестанського військового округу, начальник Ракетних військ і артилерії 32-ї загальновійськової армії (Середньоазіатський військовий округ). З липня 1990 р. — заступник начальника Ракетних військ і артилерії Туркестанського військового округу.
З 1992 р. — у лавах Збройних Сил України. У вересні 1992 р. призначений на посаду начальника управління Ракетних військ і артилерії Генерального штабу Збройних Сил України. З липня 1996 по вересень 2000 р. — заступник командувача Сухопутних військ — командувач Ракетних військ і артилерії Збройних Сил України. 26 вересня 2000 р. звільнений з лав Збройних Сил України у запас.
У 2000—2003 рр. — керівник Головного управління стратегії військово-технічної політики Державної комісії з питань оборонно-промислового комплексу.
З 2003 по 2005 р. — завідувач сектору в апараті Національного центру з питань євроатлантичної інтеграції України. З лютого 2005 по листопад 2007 р. — заступник Міністра оборони України.

## Автор наукових праць
Автор і співавтор понад 50 наукових і навчально-методичних праць.

## Нагороди та відзнаки
- Ордени Богдана Хмельницького ІІІ та ІІ ст.,
- нагороджений медалями та відомчими відзнаками Збройних Сил СРСР та України.